# Spreewaldkrimi: Mörderische Hitze
Mörderische Hitze ist ein deutscher Fernsehfilm von Kai Wessel aus dem Jahr 2014. Der sechste Film aus der Kriminalfilmreihe Spreewaldkrimi hatte am 13. März 2014 beim Deutschen FernsehKrimi-Festival in Wiesbaden seine Premiere und wurde am 12. Mai 2014 im ZDF als „Fernsehfilm der Woche“ ausgestrahlt.

## Handlung
Kommissar Krüger hat es dieses Mal mit einem Familiendrama zu tun. Gottfried Richter hatte sich in suizidaler Absicht vor einen LKW geworfen und wurde dabei lebensgefährlich verletzt. Aufgrund der massiven Blutspuren, die Richter am ganzen Körper trägt und die nicht von ihm stammen, ist zu vermuten, dass er zuvor seine Frau und seine jugendliche Tochter ermordet hat. Auf der Suche nach den Opfern folgt Kommissar Krüger der Spur, die der Mann auf seinem Weg hinterlassen hat. In einer kleinen Hütte im Wald entdeckt er schließlich zerstückelte Menschenteile, von denen nicht gleich festgestellt werden kann, ob es ein oder zwei Opfer sind. Das erübrigt sich, als plötzlich Irene Richter und ihre Tochter unversehrt auftauchen. Damit beginnt für die rechtsmedizinische Untersuchung eine neue Aufgabe, um die Leichenteile zuordnen zu können. Nach ersten Analysen war das Opfer unter zwanzig Jahre alt. Reste einer Tätowierung am rechten Unterarm lassen vermuten, dass es sich um Tobias Witko handelt, den Freund von Richters Tochter.
Nachdem Gottfried Richter vernehmungsfähig ist, erfährt der Kommissar die gesamte Lebensgeschichte des Mannes, angefangen von dem Moment, wo er im Spreewald geheiratet hatte, sehr glücklich war und geschworen hatte, sich selber umzubringen, wenn er seiner geliebten Irene jemals wehtun sollte. Er arbeitete bei seinem Schwiegervater als Kahnbauer und bemühte sich nach Kräften, dessen strengen Anforderungen zu genügen. Doch er musste erfahren, dass er nicht das rechte Talent besaß und viel falsch machte. Nachdem sein Schwiegervater an einem Herzinfarkt starb, hörten die Vorwürfe der Familie nicht auf und nun „hackte“ seine Schwiegermutter auf ihm herum. Sie gab ihm sogar die Schuld am Tod ihres Mannes, weil er ja an seinem Schwiegersohn kaum Hilfe hatte und zu viel arbeiten musste. Richter selbst konnte allein vom Kahnbau nicht leben und versuchte, eine Arbeitsstelle zu finden, von der er seine Familie ernähren konnte. In seinem Alter reichte es aber nur noch für eine Tätigkeit bei einer Zeitarbeitsfirma, was sein Selbstwertgefühl auch nicht gerade förderte. Das Geld reichte vorne und hinten nicht aus, und das alte Haus seiner Familie verfiel zusehends. Irene Richter beschloss, halbtags eine Stelle anzunehmen, die ihr ein alter Jugendfreund verschafft hatte. Damit begann jedoch auch die Eifersucht ihres Mannes, die so weit ging, dass er sich einbildete, seine Tochter wäre nicht von ihm. Als Irene Richter das alles nicht mehr aushalten konnte, verließ sie schließlich ihren Mann.
Richter ertrug die nächsten Tage ohne seine geliebte Familie, indem er sich vermehrt in seine neue Arbeit stürzte. Er arbeitete zurzeit für einen Paketdienst, was ihn zusätzlich unter enormen Stress setzte. Durch den täglichen Zeitdruck und zusätzlich von einem Mopedfahrer genervt, der ihn minutenlang am Überholen hinderte, überfuhr er den Mann versehentlich. Er wollte die Leiche irgendwo verstecken und hatte sie deshalb in die kleine Hütte im Wald gebracht. Beim Zerstückeln der Leiche wurde ihm seine Tat bewusst. Wie von Sinnen rannte er über die Felder bis vor den LKW.

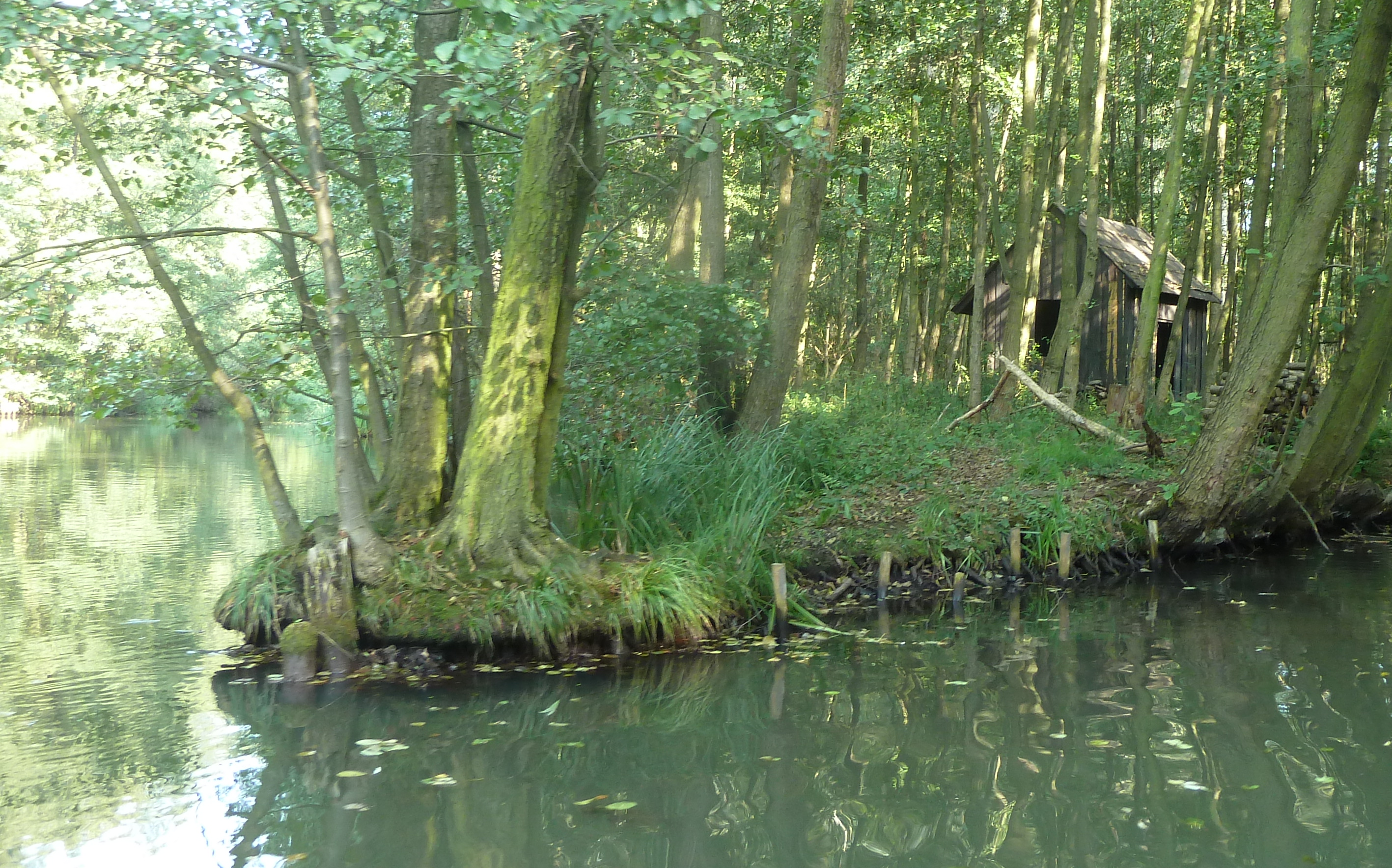
Für diesen Spreewaldkrimi erbaute Hütte auf der Liebesinsel an der Mündung des (von rechts kommenden) Vetschauer Mühlenfließes in den Südumfluter

## Hintergrund
Die Dreharbeiten erfolgten in Lübbenau, Burg und Vetschau an Originalschauplätzen.

## Rezeption

### Einschaltquote
Die Erstausstrahlung von Mörderische Hitze am 12. Mai 2014 wurde in Deutschland von 6,28 Millionen Zuschauern gesehen und erreichte einen Marktanteil von 19,4 Prozent für das ZDF.

### Kritik
Rainer Tittelbach von tittelbach.tv meinte: „Ein bisschen sieht ‚Mörderische Hitze‘ aus wie ein Wiedergänger des italienischen Neorealismus’: der Mensch in der Landschaft, das Soziale als Triebkraft der Seele. Doch Kai Wessels Film nach dem stimmungsvoll strukturierten Buch von Thomas Kirchner erzählt heutig: mit einer bizarren Montage, cooler amerikanischer Bildsprache & der Mythologie einer Zauberlandschaft.“
Für die Süddeutsche Zeitung urteilte David Denk: „Der Film rekonstruiert […] das Scheitern eines Mannes, der alles verliert, seinen Job, seine Frau, seine Hoffnung, zuletzt den Verstand.“ „Dieser Krimi hat keine Antwort, aber viele aufwühlende Fragen.“ „Bis zum Schluss bleibt unklar, wer in diesem packenden Regionalkrimi eigentlich das Opfer ist.“
Die Kritiker der Fernsehzeitschrift TV Spielfilm schreiben zu diesem Krimi: „Der schlaue Krimi mit der schwülen Atmosphäre von US-Südstaatenkrimis gewann sechs Auszeichnungen der Deutschen Akademie für Fernsehen.“ Fazit: „Krügers sechster Fall geht unter die Haut.“
Bei Quotenmeter. de lobte Sidney Schering den Film in weiten Teilen, meinte aber auch: „Größte Schwäche dieses TV-Krimis ist, dass er sich trotz seiner ungewöhnlichen Grundidee und Erzählweise noch immer der normierten Laufzeit unterwerfen muss und sich nicht die Zeit nehmen kann, die seinem Ansatz gerecht wäre. Zehn zusätzliche Minuten Laufzeit, um den Figuren mehr Raum zum Atmen geben zu können, wären durchaus willkommen.“

### Auszeichnungen
Mörderische Hitze erhielt im Vorfeld des Deutschen Fernsehpreises – von der Deutschen Akademie für Fernsehen den Zuschauerpreis für:
- Roeland Wiesnekker als Beste Hauptrolle
- Kameramann Holly Fink für Bildgestaltung
- Thomas Kirchner für das Drehbuch
- Tina Freitag für den Schnitt
- Ralf Wienrich für die Filmmusik
- Kai Wessel für Regie